# 卡倫古區
卡倫古區是非洲中部國家烏干達的111個區之一，由中部區負責管轄，首府是卡倫古，距離首都馬薩卡約21公里，經濟產業有農業、畜牧業和捕魚業，2002年人口估計為160,700。

## 外部連結
- Kalungu District Homepage

00°06′S 31°49′E / 0.100°S 31.817°E